# Chris Young
Christopher Alan Young (Murfreesboro, Tennessee, 12 de junio de 1985), más conocido como Chris Young, es un músico, cantante y compositor estadounidense de música country y country-pop.
Conocido por sus éxitos como: «Gettin' You Home», «I'm Comin' Over», «Hangin' On», «Famous Friend», «One of Them Nights», «Drowing» y «Looking for You».
En 2006 fue el ganador del programa musical de televisión Nashville Star. Después de ganar, firmó con RCA Records Nashville, lanzando su álbum debut homónimo ese mismo año. Produjo dos sencillos en Hot Country Songs con "Drinkin' Me Lonely" y "You're Gonna Love Me". Su segundo álbum, The Man I Want to Be, fue lanzado el 1 de septiembre de 2009. Incluía los sencillos "Voices", "Gettin'  You Home (The Black Dress Song)", y la canción principal de The Man I Want to Be (canción), todas las cuales llegaron al número 1. El tercer álbum de Young, Neon, produjo dos números uno más en "Tomorrow" y "You" en 2011, así como  el top 5 "I Can Take It from There" en 2012. El seguimiento, A.M., produjo tres nuevos sencillos con los 5 primeros éxitos "Aw Naw", "Who I Am with You", y "Lonely Eyes".  Su quinto álbum, I'm Comin' Over, fue lanzado el 13 de noviembre de 2015. En 2017, Young obtuvo uno de los mayores logros en la música country, convirtiéndose en una miembro del Grand Ole Opry.

## Biografía y carrera musical
Chris Young nació en Murfreesboro, Tennessee, el 12 de junio de 1985. Demostró interés por la música desde la infancia, y actuó en varios espectáculos infantiles. Mientras asistía a la escuela Oakland High School, cantaba en el coro de la escuela y comenzó a cantar en clubs locales. En 2000 actuó junto con su coro escolar en la actuación A Night at the Palladium, de la que él era el cantante.

2005-2007: Nashville Star y álbum debut homónimo Chris Young

En 2006, Chris Young era el cantante del Cowboys Dance Hall en Arlington, Texas. Park Scott y Keith Swan le dijeron que debería audicionar para Nashville Star en Houston, Texas. Entró al programa y ganó en 2006. Su victoria le valió un contrato con RCA Records Nashville y, a finales de ese año, lanzó su sencillo debut "Drinkin' Me Lonely". Esa canción alcanzó el puesto 42 en la lista Billboard Hot Country Songs de EE. UU. y sirvió como el primer sencillo de su álbum debut homónimo, que fue producido por Buddy Cannon. El segundo sencillo del álbum, "You're Gonna Love Me", alcanzó el puesto 48.

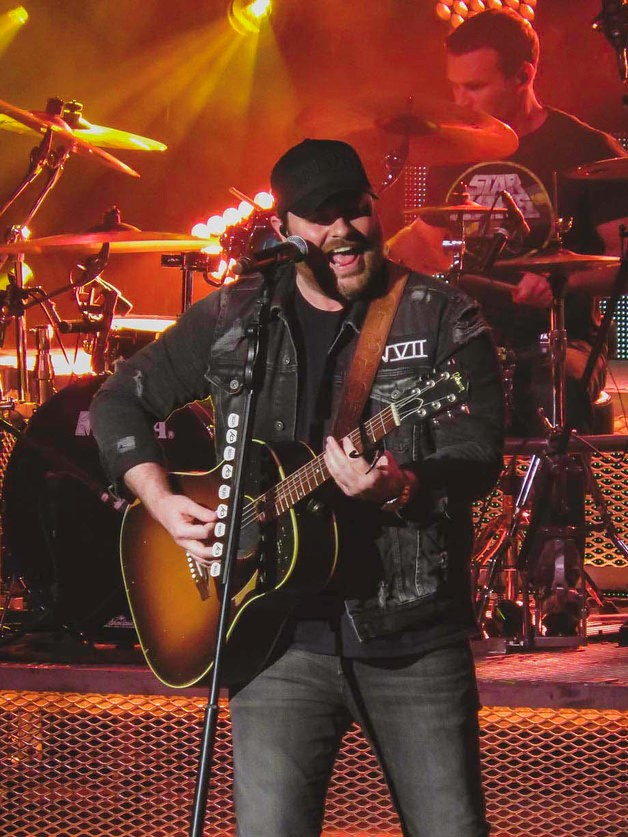
Chris Young On Stage

2008-2010: EP Voices EP and The Man I Want to Be
En mayo de 2008, Young lanzó su tercer sencillo, "Voices". En el CMA Music Festival en junio, promocionó el sencillo enviándolo por correo electrónico a los visitantes en su stand del Music Fest. En agosto, "Voices" se convirtió en su primera entrada en el Top 40 de las listas de Billboard, alcanzando el puesto 37.
Su segundo álbum, The Man I Want to Be, fue lanzado en septiembre de 2009.[5] Fue producido por James Stroud e incluye versiones de "Rose in Paradise" de Waylon Jennings (a dúo con Willie Nelson) y "Rainy Night in Georgia" de Tony Joe White. En octubre de 2009, el cuarto sencillo de Young, "Gettin' You Home (The Black Dress Song)", se convirtió en su primer sencillo número uno. La canción principal del álbum[6] fue lanzada en noviembre de 2009.[7] Tanto él como una reedición de "Voices" llegaron al número 1.
Fue nominado al premio Mejor Vocalista Solista Nuevo de la Academia de Música Country de 2010, junto a Luke Bryan y Jamey Johnson. Se presentó en la 44.ª edición de los Premios Anuales de Música Country el 10 de noviembre de 2010. Fue nominado a un premio Grammy a la mejor interpretación vocal country masculina por "Gettin' You Home".
2011–2015: Neon and A.M.
Concierto en la playa de Mandalay Bay en 2015
Young lanzó el sencillo "Tomorrow" en febrero de 2011. Se convirtió en su cuarto número 1 consecutivo. El álbum Neon se lanzó en julio de 2011. El álbum incluye su quinto número 1 consecutivo, "You", la canción principal, y "I Can Take". Es de ahí". En agosto de 2012, "Tomorrow" se convirtió en su primer sencillo con ventas de platino.
En 2013, Young se desempeñó como embajador de la serie CMA Songwriter's Series presentada en Belfast, Dublín, Londres y París en un intento de mostrar la música country en el extranjero.
El 13 de agosto de 2013, Young se dirigía a una gira en Montana cuando sufrió un shock séptico debido a un pequeño corte en la pierna que se infectó. Fue trasladado en ambulancia a un hospital de Denver.[19] El equipo médico inmediatamente le recetó medicamentos a Young y lo operaron el 14 de agosto para tratar la infección. Young regresó a casa bajo el cuidado de su médico. Como era de esperar, su movilidad se vio afectada por la cirugía y su médico le pidió que esperara una semana completa después de la cirugía para reanudar la gira. Young se reanudó el 22 de agosto.
En junio de 2014, Young canceló una actuación en el Festival de Música CMA después de cortarse accidentalmente la mano izquierda con un cuchillo de cocina. El corte requirió cirugía para volver a conectar los tendones de la mano.[20]
El primer sencillo del cuarto álbum de estudio de Young, "Aw Naw", se lanzó en la radio country el 13 de mayo de 2013. Alcanzó el puesto número 3 en la lista Country Airplay en noviembre de 2013. El álbum, A.M., se lanzó el 17 de septiembre. 2013.[10] El segundo sencillo del álbum, "Who I Am with You", fue lanzado el 20 de enero de 2014. Alcanzó el puesto número 2 en la lista Country Airplay en agosto de 2014. El tercer sencillo del álbum, "Lonely Eyes", fue lanzado en la radio country. el 25 de agosto de 2014. Alcanzó el número 2 en la lista Country Airplay en abril de 2015.
2015–2016: I'm Comin' Over and It Must Be Christmas
El 12 de mayo de 2015, Young lanzó un nuevo sencillo titulado "I'm Comin' Over". Fue el sencillo principal de su quinto álbum de estudio del mismo nombre, que fue lanzado el 13 de noviembre de 2015. El mismo mes, "I'm Comin' Over" se convirtió en su sexto sencillo número uno en las listas de países y el primero desde "You" en febrero de 2012. Young tocó en la gira de 14 shows I'm Comin' Over a finales de 2016. en apoyo del álbum.[12] El segundo sencillo del álbum, "Think of You" con Cassadee Pope, fue lanzado el 4 de enero de 2016. Alcanzó el número uno en las listas de países en mayo de 2016. El tercer sencillo, "Sober Saturday Night", un dueto con Vince Gill— fue lanzado el 6 de junio de 2016. Alcanzó el número uno en Country Airplay en marzo de 2017. Young lanzó un álbum navideño country, It Must Be Christmas, en octubre de 2016.
2017–2018: Losing Sleep and Grand Ole Opry induction
El primer sencillo de su sexto álbum, "Losing Sleep", se lanzó en la radio country el 12 de mayo de 2017. Young anunció que el álbum también se tituló Losing Sleep el 23 de agosto de 2017. Alcanzó el número uno en Country Airplay el 10 de febrero de 2018. El segundo sencillo del álbum fue "Hangin' On".
El 29 de agosto de 2017, la leyenda del country Vince Gill invitó a Young a convertirse en miembro del Grand Ole Opry. Brad Paisley lo admitió oficialmente.
2019–Presente: Famous Friends
Young lanzó "Raised on Country", el primer sencillo de su séptimo álbum de estudio, en enero de 2019. El segundo sencillo del álbum, "Drowning", fue lanzado el 23 de septiembre de 2019.[15] "Famous Friends", con el amigo de Young, Kane Brown, se lanzó el 20 de noviembre de 2020 como el tercer sencillo del álbum. El álbum, también titulado Famous Friend, fue lanzado el 6 de agosto de 2021.
"At the End of a Bar", con Mitchell Tenpenny, se lanzó el 13 de septiembre de 2021 como el cuarto sencillo del álbum.
También este álbum obtuvo más sencillos para promocionar el álbum, tales como: "Rascue Me", "One of Them Nights", "Break Like You Do".
En el año 2022 anunció y lanzó la versión Deluxe de este álbum "Famous Friend" lanzando como sencillo "Everybody Needs a Song" junto con la banda de country "Old Dominion".
Este año 2023, ha estado trabajando en su próximo álbum lanzando sencillos como "Looking for You", "All Dogs Go to Heaven" y "Young Love & Saturday Nights".

## Discografía
Studio albums
- Chris Young (2006)
- The Man I Want to Be (2009)
- Neon (2011)
- A.M. (2013)
- I'm Comin' Over (2015)
- It Must Be Christmas (2016)
- Losing Sleep (2017)
- Famous Friends (2021)

## Sencillos
- Looking For You(2023)
- All Dogs Go to Heaven (2023)
- Young Love & Saturday Nights (2023)